# Dům čp. 1 (Albrechtice u Frýdlantu)
Dům číslo popisné 1 je památkově chráněná stavba v Albrechticích u Frýdlantu, části města Frýdlant, nacházející se na severu České republiky ve Frýdlantském výběžku Libereckého kraje.

## Poloha a historie
Objekt se nachází na samotě v severní části Albrechtic. Západně odtud prochází silnice I/13 spojující zde Liberec na jihu s Frýdlantem na severu. Stavba byla vybudována na počátku 19. století. Od 6. dubna 1966 je chráněna coby kulturní památka České republiky. Na počátku 21. století procházel dům rekonstrukcí.

## Popis
Stavba má půdorys ve tvaru obdélníka. Její dvě nadzemní podlaží jsou vyzděna ze smíšeného zdiva a svrchu je objekt zakryt mansardovou střechou, která na jižní straně přechází ve střechu valbovou. Střešní krytina je na domě řešena zčásti eternitovými šablonami a zčásti taškami bobrovkami. Na východní straně byla k budově přistavena novodobá garáž.
Do interiéru domu se vstupuje ze západní strany, kde jsou dveře, kolem nichž je osazen kameninový profilový portál na vrcholu uzavřený klenákem, na kterém je uvedeno číslo popisné objektu („1“).